# Sibon manzanaresi
Sibon manzanaresi là một loài rắn trong họ Rắn nước. Loài này được Mccranie mô tả khoa học đầu tiên năm 2007.